# Capilla Conmemorativa Knowles
La Capilla Conmemorativa Knowles (en inglés: Knowles Memorial Chapel) fue construida entre 1931 y 1932, es un edificio histórico de estilo mediterráneo ubicado en el campus de Rollins College en Winter Park, Florida, en los Estados Unidos. El 8 de diciembre de 1997, fue introducida en el Registro Nacional de Lugares Históricos. El 18 de abril de 2012, el Capítulo de la Florida del AIA colocó la Capilla Knowles en Rollins College en su lista de Arquitectura de Florida: 100 años. 100 lugares. 